# Nova Timboteua
Nova Timboteua là một đô thị thuộc bang Pará, Brasil. Đô thị này có diện tích 489,859 km², dân số năm 2007 là 12042 người, mật độ 24,58 người/km².